# Усадьба П. П. Шмидта
Усадьба П. П. Шмидта — достопримечательность Саратова. Находится на улице Радищева 14 в Волжском районе города.

## История
Саратовские мукомолы — братья Шмидты, Пётр и Андрей Ивановичи — были одними из самых успешных. Пётр Иванович владел предприятием «Торгово-промышленным товариществом братьев Шмидт в Саратове», которое после его смерти перешло к его сыну Петру Петровичу Шмидту. П. П. Шмидт заказал постройку себе особняка на углу Никольской (ныне — улица Радищева) и Малой Сергиевской улиц одному из самых популярных в Саратове архитекторов Алексею Марковичу Салько.
Двухэтажный дворцовый особняк из красного кирпича был возведён к 1890 году. На фоне окружающих его ветхих деревянных построек он выглядел настоящим дворцом. Балкон и лоджия здания открывали вид на Волгу, другой фасад с фигурным аттиком открывал вид на Никольскую улицу. Внутренняя отделка интерьеров холла, лестниц, коридоров и залов отличалась простором, хорошей освещённостью и удобством.
Усадьбу окружала небольшая площадь, которая сейчас относится к Саратовскому финансово-технологическому колледжу. Усадьба Шмидта включала в себя также различные хозяйственные постройки и сад. Электричество для освещения усадьбы генерировал паровой локомобиль.
Пётр Петрович скончался в 1897 году, после чего дом принадлежал его наследникам. После Октябрьской Революции усадьба была национализирована, в нём разместился детский сад. 12 сентября 1922 года в бывшей усадьбе Шмидта был создан пионерский отряд — первый в Саратове. 21 октября 1924 года здесь начал свою деятельность Дом работников просвещения имени Луначарского (Дом учителя). С 1940-х годов помещения манежа усадьбы занимали различные спортивные организации.
В 2000 г. городская администрация Саратова продала здание в частную собственность, а в 2006 г. Дом учителя покинул здание из-за долгов по аренде перед владельцами здания. В здании особняка размещались офисы коммерческих организаций. В конце 2000-х годов здание прошло реставрацию. Далее здание усадьбы занимал творческий клуб «Созвездие». Ныне здесь находится Саратовский областной колледж искусств.
Здание является памятником градостроительства и архитектуры регионального значения.

## Фотогалерея

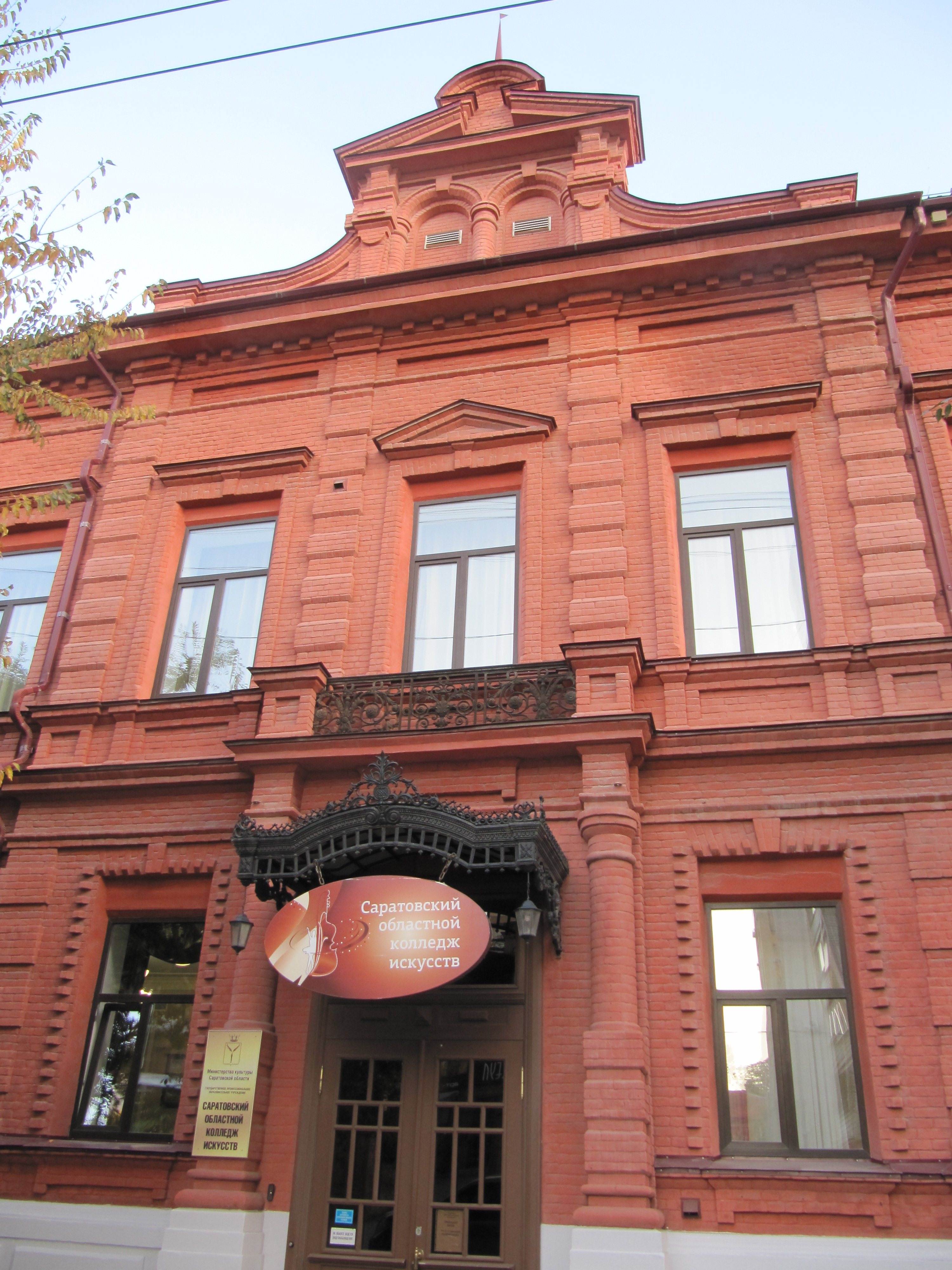
Саратовский областной колледж искусств
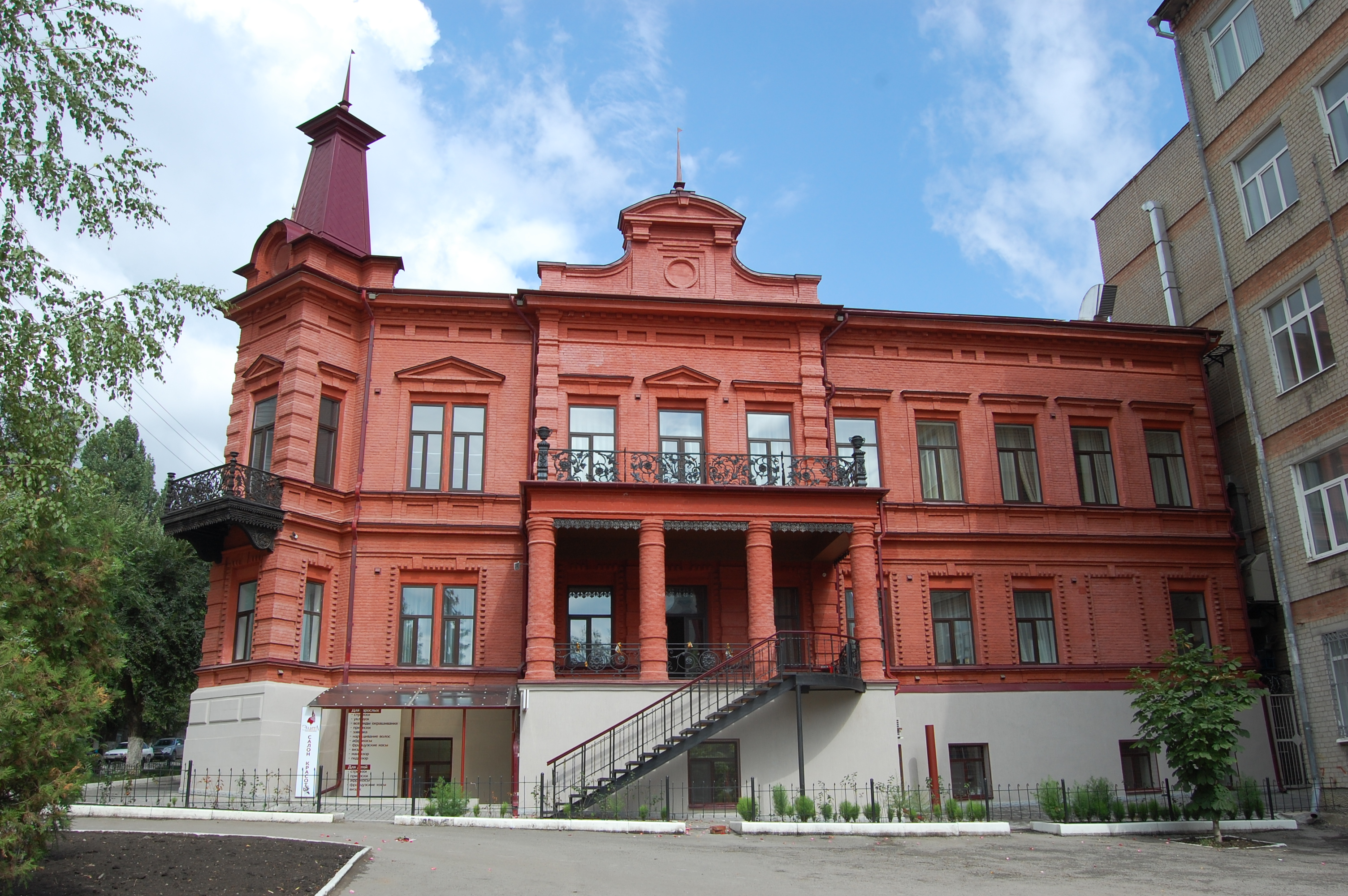
Дом Шмидта П.П. Вид со стороны ул. Мичурина